# Claudia Brutus
Pour les articles homonymes, voir Brutus.
Claudia Brutus est une artiste visuelle franco-haïtienne, née en 1971 ou 1972, d’origine en partie haïtienne et en partie bulgare.

## Biographie
Née en 1971 ou 1972,, d’origine haïtienne par son père, et bulgare par sa mère, le parcours de Claudia Brutus traverse plusieurs continents et des cultures différentes : née en Algérie où sa famille était implantée à l’époque, elle passe une partie de son enfance en Bulgarie puis au Maroc avant de s’installer en France à 20 ans pour rejoindre les Beaux-Arts de Paris, dont elle sort muni d’un DNSEP en 1998.
Chargée de la propre histoire de la créatrice, sa peinture reste une recherche. C'est une peinture figurative, peuplée d'êtres énigmatiques, d'oiseaux et d'une végétation évoquant un paradis perdu, un monde cosmopolite et poétique.
L’exposition au Projet Casa à Montréal en 2022 et la réalisation d’un livre d’art, Comme un trait / Le fil d’or et d’argent, avec Stéphane Martelly, marque une rupture : première exposition sur le continent nord-américain, travail avec des fils de tissus, etc,...